# Enicospilus robertoi
Enicospilus robertoi là một loài tò vò trong họ Ichneumonidae.